# Lake Lucille (Alaska)
Der Lake Lucille ist ein 1,4 km² großer See in Wasilla, Alaska im US-Bundesstaat Alaska.
Der Lake Lucille liegt in unmittelbarer Nähe des Parks Highway, der Hauptroute zwischen Fairbanks und Anchorage. Laut staatlichen Umweltbeamten wird dem See durch die Menge der Abwasserleitungen der Sauerstoff entzogen, was zu regelmäßigem Fischsterben führt. Der größte Teil des Ufers ist Privateigentum. Unter anderem besitzt die ehemalige Gouverneurin Sarah Palin ein Privathaus am Lake Lucille.